# Vigilante 8
Vigilante 8 är ett TV-spel som lanserades 1998 till Playstation, Nintendo 64 och Game Boy Color. Spelet är en spinoff från PC-spelet Interstate 76.
Spelet utvecklades av Luxoflux och gavs ut av Activision. 1999 kom även en fortsättning, Vigilante 8: Second Offense.
Spelet går ut på att spelaren väljer en bil och får olika vapen för att spränga andra bilar. Varje bil har ett eget specialvapen. Det finns även ett flerspelarläge. Efter avklarade uppdrag så får spelaren se en liten film kopplad till handlingen att göra.